# 古董局中局
《古董局中局》（英語：Mystery of Antiques）是2018年中国大陆悬疑剧，本剧改编自马伯庸的同名小说，由夏雨、乔振宇、蔡文静、田中千绘、王刚领衔主演，腾讯视频于2018年12月26日首播，第二季《古董局中局之鉴墨寻瓷》已于2020年5月10日在腾讯视频首播。

## 播出时间
| 频道     | 所在地   | 播映日期       | 播出时间                              | 备注 |
| -------- | -------- | -------------- | ------------------------------------- | ---- |
| 腾讯视频 | 中国大陆 | 2018年12月26日 | 每周三－五20点更新，VIP会员抢先看下周 |      |

## 演员列表

### 主要演员
| 演員              | 角色     | 介紹 |
| 夏雨 童年：温淳棣 | 许愿     | 北京琉璃廠一家古董店的店主，30歲那年，自己的命運和一件坊間傳說的稀世珍寶扯上千絲萬縷的聯繫。他不得不使出渾身解數，和蟄伏四方的江湖險惡鬥智鬥勇。他是「明眼梅花」五脈之一白字門許家的後人。 |
| 喬振宇            | 药不然   | 出身鑑古組織「明眼梅花」五脈之一的玄字門藥家，帥氣風趣，人送稱號「藥二爺」，擅長用「科學」鑑寶段真偽，看似玩世不恭，其實他在隱秘險惡的古董江湖中有著自己的選擇與判斷。                     |
| 蔡文静            | 黄烟烟   | 古董世家黃家的後人，五脈「明眼梅花」黃字門的傳人，黃克武的孫女。她做事幹練果決，凌厲的眼神搭配隨性的頭飾，讓她看起來平靜卻有力量。                                                         |
| 田中千绘          | 木户加奈 | 來自日本的姑娘，她有著俐落的長髮、溫婉又有女人味，而她探究的眼神裡卻似乎藏匿著更多無法言傳的秘密                                                                                             |

### 五脉许家
| 演員              | 角色   | 介紹                                                                                 |
| 潘粤明            | 许一城 | 明眼梅花五脉白字门许家家长，五脉前掌门人，早年佛头案中，以当作通敌叛国的汉奸被处决。 |
| 孙玮              | 许和平 | 許一城的兒子，許願的父親。在大運動時代，遭熱血學生批鬥而亡。                         |
| 夏雨 童年：温淳棣 | 许愿   | 许一城的孙子，许和平的儿子，许家的唯一血脈传人。四悔齋古董店老闆。                   |

### 五脉刘家
| 演員   | 角色   | 介紹                                     |
| 刘长生 | 刘一鸣 | 明眼梅花五脉红字门刘家家长，五脉现任会长 |

### 五脉黄家
| 演員   | 角色   | 介紹                       |
| 曾江   | 黄克武 | 明眼梅花五脉黄字门黄家家长 |
| 蔡文静 | 黄烟烟 | 黄克武的孙女               |
| 韩烨洲 | 黄蕉   | 黄克武的孙子，烟烟的表哥   |
| 常泰   | 黄二叔 |                            |

### 五脉药家
| 演員   | 角色   | 介紹                       |
| 王刚   | 药来   | 明眼梅花五脉玄字门药家家长 |
| 喬振宇 | 药不然 | 药来的孙子                 |
| 吴鹏   | 药爱国 |                            |
| 瑄柯   | 药方   |                            |

### 五脉沈家
| 演員 | 角色   | 介紹                       |
| 吕中 | 沈云琛 | 明眼梅花五脉青字门沈家家长 |
| 杨帆 | 沈君   |                            |

### 安阳郑家
| 演員   | 角色   | 介紹                                               |
| 王建新 | 郑国渠 | 安阳郑家现任家主                                   |
| 侯桐江 | 郑虎   | 安阳郑家上任掌门人，当年中原一带青铜造赝的头号高手 |
| 毛成   | 郑重   |                                                    |
| 吕炸炸 | 郑井   | 安阳郑家保安队长                                   |
| 林峰   | 郑坤   | 鄭井的跟班                                         |

### 西安姬家
| 演員   | 角色   | 介紹             |
| 汤镇宗 | 姬云浮 | 岐山古董世家家長 |
| 依莎   | 姬雪   | 姬云浮女兒       |
| 杨宗瑞 | 姬序   | 姬雲浮助理       |

### 其他演员
| 演員   | 角色     | 介紹 |
| 黄海冰 | 刘一苇   | 警察，在鄭家古玩店時，卧底為劉老闆，在火車上救過許願，之後在追查老朝奉時殉職。                                                                                     |
| 王泷正 | 谢少卿   | 道長 |
| 郑玉   | 罗局     | |
| 林聪   | 付贵     | 许一城的好友，早年侦办佛头案的探长，晚年因意外滲入協助販賣贋品集團一案，被多方追殺。在許願慎密的聯繫下，意外找到老者，在付貴老爺子的幫助下，取得案件的另一件線索。 |
| 李田野 | 方震     | |
| 程思寒 | 孙大成   | 早期為黄克武的学生，现在天津市沈阳道做古董贩子，以銷售贗品為主要業務。                                                                                             |
| 罗京民 | 老戚     | 數學家，與姬家有關係 |
| 邢瀚卿 | 胡哥     | |
| 杜艳   | 芝姨     | |
| 杜玉明 | 大狗     | |
| 木幡龙 | 细川太郎 | |
| 刘颖   | 玉子     | 與黃蕉一起調查老朝奉的記者 |
| 孫明明 | 陈默     | |
| 赵成哲 | 秦二爷   | |
| 陈颢文 | 卢佐     | 20年前许和平在岐山时的向导，后来因为写信要给许和平平反导致丢掉了工作。                                                                                             |
| 于宁   | 崖西     | |
| 金钊   | 封雷     | |
| 周晓海 | 郑教授   | |
| 李宁   | 魏大勋   | |
| 孟海燕 | 李寡妇   | |
| 刘嘉格 | 入心     | |
| 刘嘉芮 | 入情     | |
| 王长文 | 周乔     | |
| 葛四   | 吴达     | |

## 电视原声带
| 曲序 | 曲目                 | 演唱   |
| ---- | -------------------- | ------ |
| 1.   | 迷途（主题曲）       | 周华健 |
| 2.   | 我不愿明白（推广曲） | 段奥娟 |
| 3.   | 局中局（片尾曲）     | 尹姝贻 |
| 4.   | 随风（插曲）         | 周深   |